# Leneas

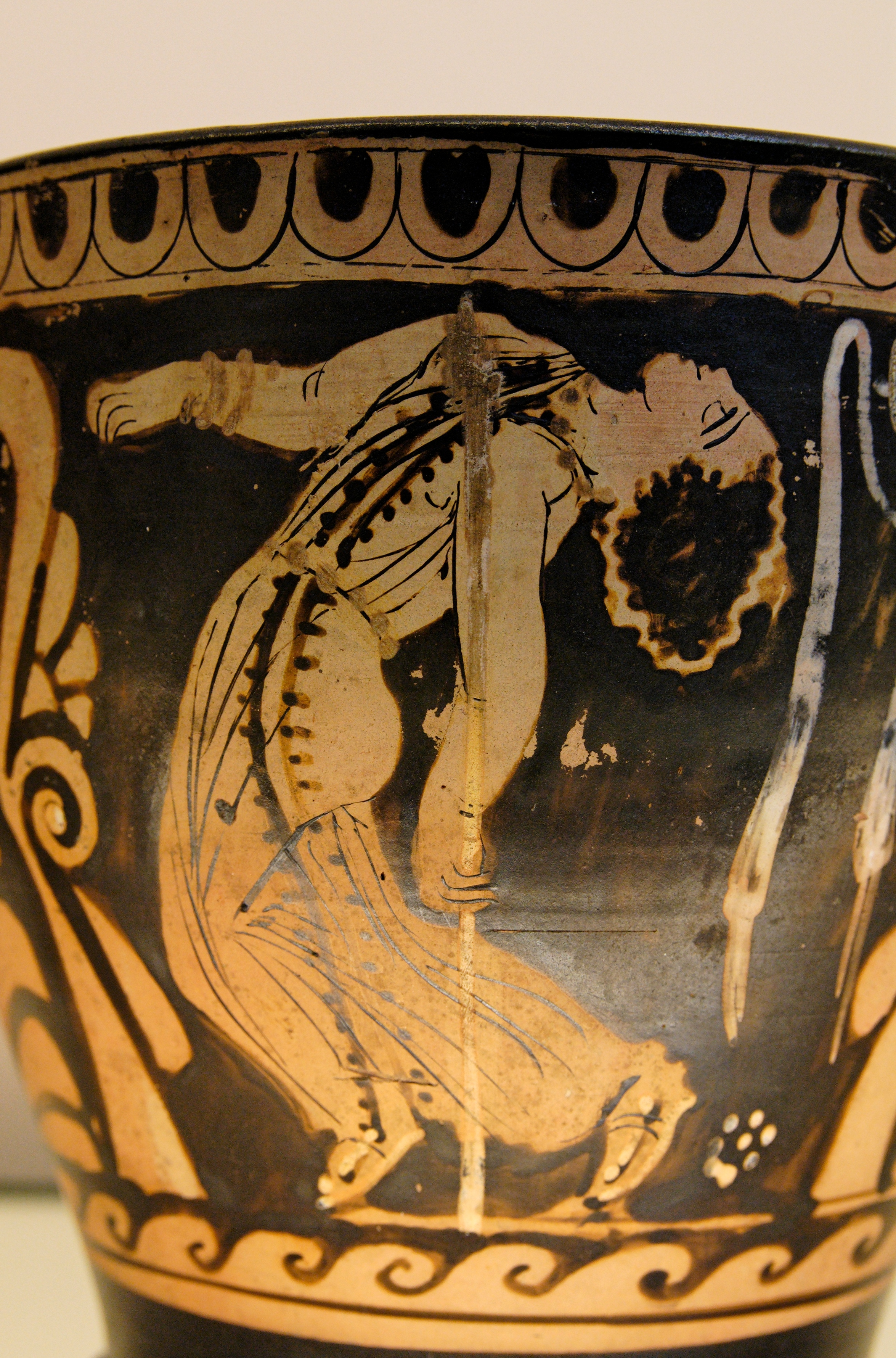
Ménade bailando. Detalle de un skyphos de figuras rojas de Paestan, ca. 330-320 AC.

En la antigua Atenas, las Leneas (Λήναια) era una fiesta en honor del dios Dioniso Leneo. Este epíteto significa o bien «el del lenos» ("tinaja de vino") o bien «de las lenai» (las ménades). 
Estrabón, hablando de la comitiva del tíaso de Dioniso, incluye entre otras a las lenas, ninfas celebrantes de estas fiestas.
Los griegos jónicos celebraban la fiesta el día 12 del mes llamado leneón, que transcurría entre lo que hoy son enero y febrero. En Atenas, ese mes, llamado gamelión, corresponde aproximadamente a lo que hoy es enero. 
Durante la fiesta, se ofrecían primeramente los primeros vinos elaborados en el templo del dios y luego se asistía a un festín sufragado por el eranio público. Después tenía lugar una procesión, en la que las protagonistas principales eran las leneas, mujeres arrebatadas por el delirio báquico.
Aunque se sabe muy poco de los demás ritos de la fiesta, los más importantes eran los concursos dramáticos que tenían por escenario el teatro de Dioniso, inaugurado alrededor del 440 a. C., y en los que la comedia ocupaba un lugar preponderante. Estas representaciones dramáticas se originaron en los ditirambos cantados a coro. La celebración carnavalesca también incluía música, disfraces y máscaras.
En las Leneas, el comediógrafo griego Aristófanes presentó sus obras Los acarnienses, Las avispas y Los caballeros, en los años 425, 424 y 423 a. C.